# Політика сонячного світла

Корейський прапор об'єднання

Політика сонячного світла (Кор.햇볕정책) є теоретичною основою зовнішньої політики Південної Кореї щодо Північної Кореї. Його офіційна назва — Політика примирення та співпраці з Північчю (Кор. 대북화해협력정책), а також відомий як Оперативна політика на північ (Кор. 대북운영정책) і Політика сприйняття (Кор.포용정책).
Ця політика виникла передусім у контексті збільшення економічної різниці між Південною та Північною Кореєю: Південь посилювався та переживав економічний розквіт, який почався за президентства Пак Чон Хі в 1970-х роках, тоді як Північ стикалася зі серйозним економічним спадом та фінансовою кризою. Уряд Північної Кореї виділяв значні ресурси на військові та ядерні програми, що призвело до всеосяжного голоду серед населення. Політика сонячного світла була спрямована на зменшення цього розриву в економічних можливостях та відновлення загубленого контакту між двома країнами.
Крім того, попередня історія рішення Південної Кореї залучити Північну Корею через співпрацю, а не залишатися при своїй консервативній позиції з минулого, також свідчить про зміни у внутрішній політиці. За словами Сон Кі-Янга, «Політика сонячного світла» стала свідченням еволюції національної ідентичності Південної Кореї від часів холодної війни, що викликала «безпрецедентний розбіжність поглядів в Південній Кореї на те, як сприймати Північну Корею — як друга чи як ворога» (стор. 4)
Ця політика призвела до посилення політичних зв'язків між обома державами і відзначених історичних моментів у відносинах між Південною та Північною Кореями, зокрема трих зустрічей на вищому рівні в Пхеньяні (червень 2000, жовтень 2007 і вересень 2018) і двох зустрічей в Пханмунджомі (квітень 2018 і травень 2018), а також встановлення декількох значних бізнес-партнерств і зустрічей членів родин, які були розділені під час Корейської війни. У 2000 році Кім Де Чжун був нагороджений Нобелівською премією миру за свої зусилля у реалізації політики сонячного світла.
Після обрання Мун Чже Іна президентом в 2017 році, Південна Корея відновила процес примирення з Північною Кореєю, відтворивши таким чином політику сонячного світла. До зусиль Муна покращити міжкорейські відносини належать три міжкорейські саміти за один рік, в тому числі дві у Пханмунджомі (квітень і травень 2018 року), що стали першими зустрічами на рівні керівників Корейських держав за межами Пхеньяну, та одна у Пхеньяні (вересень 2018 р.). За визнання зусиль Муна у розвитку міжкорейських відносин, де він став першим президентом, що провів кілька самітів протягом одного року, його версію політики сонячного світла також називають «Політикою місячного сяйва».

## Огляд
Основною метою політики було зм'якшити ставлення Північної Кореї до Південної Кореї, заохочуючи взаємодію та надання економічної допомоги.
Політика національної безпеки мала три основні принципи:
- Ніякі збройні провокації з боку Півночі не будуть терпіти;
- Південь жодним чином не намагатиметься поглинути Північ;
- Південь активно шукатиме співпраці та примирення.

Ці принципи були спрямовані на передачу повідомлення, що Південь не має наміру поглинати Північ або змінювати її уряд; його метою було мирне співіснування, а не переведення на інший режим. Більше уваги приділялося інтеграції, а не асиміляції, що відображалося в уникаючи терміну «возз'єднання» і замінюючи його більш обережним виразом, що відповідав дії цієї політики. Адміністрація Кіма розуміла поширений страх в Північній Кореї, що її національна ідентичність буде погрожено через примусову інтеграцію або взаємодію з міжнародним співтовариством.
Адміністрація Кіма також сформулювала ще два основних компоненти своєї політики. Перший з них полягав у розділенні політичної та економічної сфери. Практично це означало, що Південь послабив обмеження для своєї приватної сфери щодо інвестицій в Північну Корею, обмеживши свою участь переважно гуманітарною допомогою. Спочатку це ставило за мету як покращити економіку Північної Кореї, так і спричинити зміни в економічній політиці Північної Кореї, хоча остання мета пізніше (принаймні офіційно) була знята.
Другою складовою була необхідність взаємності з Північною Кореєю. Спочатку було заплановано, що обидві держави будуть взаємно ставитися одна до одної як рівноправні партнери, готові робити компроміси та взаємні послуги. Проте, цей принцип зазнав найбільше критики після того, як Південна Корея значно відступила від нього перед несподіваною жорсткістю Північної Кореї. Конкретно, відступ стався всього за два місяці до початку сонячної ери, коли Південна Корея пропонувала створити центр повернення розділених сімей в обмін на допомогу з добривами, але Північна Корея засудила це як торгівлю та припинила переговори.
На противагу цьому, протягом року Південь оголосив, що прагне до «гнучкої взаємності» на основі конфуціанських цінностей; як «старший брат» у відносинах, Південь був готовий надавати допомогу, не чекаючи негайної взаємності та не ставив певних умов для взаємності. Також Південь заявив про свою готовність надавати гуманітарну допомогу без будь-яких умов у відповідь.
Основа цієї політики ґрунтувалася на переконанні, що навіть при постійному дефіциті та економічному тиску уряд Північної Кореї не зазнаватиме краху, розпаду чи реформування, навіть якщо Південь застосує сильний тиск. Вважалося, що військову напругу можна зменшити шляхом встановлення двосторонніх та багатосторонніх структур. Це підкреслило необхідність нормалізації політичних та економічних відносин між Північною Кореєю і країнами, такими як Сполучені Штати та Японія.
«Політику сонячного світла» часто порівнюють із «Східною політикою» канцлера Західної Німеччини Віллі Брандта, яка є зовнішньою політикою спрямованою на розрядку, з метою покращення відносин зі Східною Німеччиною, Радянським Союзом, Польщею та іншими країнами радянського блоку в початок 1970-х років.
Термін «Політика сонячного світла» виник від ідеї, закладеної у байці Езопа «Північний вітер та сонце».

## Адміністрація Кім Де Чжуна 1998—2003
Під керівництвом Кім Де Чжуна вперше була впроваджена та реалізована політика сонячного світла. Почалося сприяння співпраці між Північним і Південним Кореями, включаючи відкриття залізничних ліній та створення туристичного регіону у горах Кумганг. Тисячі громадян Південної Кореї продовжували відвідувати цей регіон аж до 2008 року, коли трапився інцидент із стріляниною, що призвело до припинення поїздок. Незважаючи на труднощі в переговорах, відбулося три зустрічі розділених родин.
У 2000 році Кім Де Чжун і Кім Чен Ір здійснили історичний саміт, першу зустріч лідерів обох Корейських держав після Корейської війни. Саміт відбувався з 13 по 15 червня, під час якого була прийнята Спільна декларація між Північчю та Півднем. У декларації було зазначено п'ять пунктів, що стосувалися незалежного возз'єднання, мирного співіснування, розв'язання гуманітарних проблем, сприяння співпраці і обміну в економіці, а також підтримки діалогу між двома державами.
Однак після саміту переговори між Кореями стали застоюватися, а критика політики посилилася. Міністр об'єднання Лім Дон Вон програв вотум недовіри 3 вересня 2001 року. Також вплив на відносини між державами здійснив візит Кіма Де Чжуна до Вашингтона, де він незадоволено сприйняв жорсткий підхід президента Буша. Це зустріч зі згодою на «ось зла» спричинила відмову Північної Кореї від договору про нерозповсюдження ядерної зброї, вигнання інспекторів ООН і відновлення їх ядерної програми. Крім того, у 2002 році в результаті конфлікту за рибальську територію загинули шість південнокорейських військових, що додатково погіршило відносини між двома країнами.

## Адміністрація Ро Му Хена 2003-08
Після приходу до влади президент Но Му Хьон продовжив політику свого попередника, і відносини між південним і північним півостровом з 2002 року стали трохи теплішими. Однак у 2003 році виникло нове питання щодо володіння Північною Кореєю ядерною зброєю, що призвело до знову наростаючих напруг між Північною Кореєю і Сполученими Штатами. Обидві сторони звинувачували одна одну у порушенні Рамкової угоди.
Тим не менше, Но Му Хьон залишався відданим цій політиці, і його уряд продовжував надавати Північній Кореї гуманітарну допомогу. Обидва уряди продовжили співпрацю в проектах, які були розпочаті за уряду Кім Де Чжуна, а також спільно заснували промисловий парк Кесон. Південна Корея витратила трохи більше 324 мільйонів доларів США на допомогу Північній Кореї в 2005 році.
Під час правління Но Му Хьона спостерігалася тенденція до зближення корейців у громадських настроях, хоча між поколіннями, політичними групами та регіонами існували значні відмінності. Однак, правляча партія Урі, яка підтримувала Ро Му Хена, зазнала поразки на виборах, і в 2008 році партія втратила більшість у уряді. Новий уряд зайняв більш жорстку позицію щодо Північної Кореї.
Уряди Північної та Південної Кореї згодилися провести саміт у Пхеньяні 20 серпня 2007 року, але пізніше його перенесли на 2-4 жовтня частково через внутрішню кризу в Північній Кореї. У відміну від свого попередника Кім Де Чжуна, який подорожував до Пхеньяна літаком, Но Му Хьон подорожував з Сеула до Пхеньяна наземним транспортом 2 жовтня. Він зробив проміжну зупинку в Панмунчжомі та пішки перетнув військову демаркаційну лінію, заявивши, що його жест символізує майбутнє возз'єднання Кореї.

## Критика
Північнокорейський перебіжчик і журналіст Кан Чхоль Хван стверджує, що Кім Де Чжун помилявся, коли пропонував допомогу Північній Кореї без будь-яких умов щодо покращення прав людини. Канг не погоджується з твердженнями про те, що «Політика сонячного світла» привела до врегулювання миру між Північчю та Півднем і ставить під сумнів концепцію безумовної гуманітарної допомоги, стверджуючи, що «важливо розуміти, що північнокорейці голодують не через відсутність допомоги з Південної Кореї чи США, а через те, що вони позбавлені свободи. Надання допомоги лише підриває уряд і продовжує голодну смерть, що, безперечно, є негативним наслідком».
Крім того, політику, засновану на «гнучкій взаємності», часто критикують як неідеальний підхід, який неминуче зіткнеться з реальними перешкодами у міжкорейських відносинах. Замість того, щоб розглядати Північну Корею як рівного партнера, Південна Корея зайняла позицію, що сильніший партнер повинен терпляче чекати, доки інший не набере достатньо влади, щоб відповісти взаємністю. Існує теорія, що «різниця в часі» у взаємодії між двома націями не сприяла відновленню довіри та співпраці, але призвела до додаткових проблем через відсутність прозорості та затримки в повному розумінні наслідків політики, що не дозволило принести до маси стільки, скільки очікувалося.
Деякі критики «Політики сонячного світла» стверджують, що вона використовувалася для політичної вигоди у внутрішній політиці на Півдні замість того, щоб збільшити шанси на возз'єднання чи підірвати режим у Північній Кореї. Вони посилаються на тривалі провокації та злочинну діяльність, здійснювані Північчю, такі як морська битва 2002 року, в результаті якої загинули кілька південнокорейських моряків, а також підробку американських грошей. Критики вказують на загальне небажання Північної Кореї відповідати взаємністю на жести доброї волі з боку Сеула, як доказ того, що Північ цікавиться лише отриманням грошей і допомоги для підтримки комуністичного режиму.
Критики також стверджують, що Південь повинен вимагати від Північної Кореї повернення затриманих громадян Південної Кореї та останків військовополонених часів Корейської війни в обмін на надання гуманітарної допомоги. Деякі також розглядають індустріальний парк Кесон як спосіб для великих південнокорейських компаній найняти дешевшу робочу силу.
Багато південнокорейських консервативних спостерігачів стверджують, що політика сонячного світла призвела до послаблення альянсу між США та Південною Кореєю. Вони вбачають, що ця політика викликала перевагу Півдня в інтересах Північної Кореї над інтересами Сполучених Штатів, змушуючи південнокорейських політиків уникати критики Півночі та ігнорувати власні жертви солдатів, щоб уникнути занепокоєння Північної Кореї.
Це, на їхню думку, шкодить національним інтересам Півдня, щодо об'єднання зі Сполученими Штатами, та фактично знижує шанси на мирне та плавне возз'єднання. Уряд Південної Кореї був також критикований на міжнародному рівні та всередині країни за те, що неодноразово утримувався від голосування в Організації Об'єднаних Націй стосовно засудження порушень прав людини в Північній Кореї.
Незважаючи на критику, уряд захищає тих, хто утримався від голосування, посилаючись на особливий характер міжкорейських відносин.
Існували припущення про можливу змову щодо мотивів політики Південної Кореї. Один перебіжчик з Північної Кореї, який працював над системами озброєння, стверджував, що південнокорейська розвідка намагалася замовчати його історію, оскільки це могло б негативно вплинути на їхню політику. За звітом Wall Street Journal, кілька американських сенаторів вірили в його заяви.
Незважаючи на різні думки, позитивні та негативні реакції і критику щодо Політики сонячного світла, дотепер існують дебати щодо її ефективності. Навіть критики політики визнають, що велика гуманітарна допомога, яку надала міжнародна спільнота та Південна Корея, сприяла полегшенню великого голоду в Північній Кореї наприкінці 1990-х років. Однак наступна політика співпраці викликала негативну реакцію стосовно доброї волі. Вважається, що уряд керував економічною допомогою та прямими інвестиціями, і це допомогло утримати гіпермілітаризований режим Північної Кореї, що призвело до затримки економічних реформ та збільшення ядерної кризи. Ця дискусія стала надзвичайно критичною і допитливою. Останні заяви про випробування водневої бомби в Північній Кореї спричинили сумніви щодо ефективності і результативності Політики сонячного світла, що ґрунтувалася на позитивному стимулюванні. Головною метою було переконати Північну Корею провести реформи та відкритися для досягнення миру з Південною Кореєю. Незважаючи на революційні зусилля та благородні наміри, політика почала розпадатися, і її існування нині під загрозою. Уряд Південної Кореї офіційно визнав зворотні ефекти такого підходу до спонукання. Президент Пак Кин Хе заявила: «Ті часи, коли ми піддавалися провокаціям Північної Кореї та безрозсудно надавали допомогу, минули». Цей заявлення було зроблено перед Національною асамблеєю Південної Кореї. Це призвело до повного закриття промислового комплексу Кесон, який був останнім символом політики сонячного світла. Комплекс був остаточно закритий 11 лютого 2016 року.
Однак, можна припустити, що політика сонячного світла вплинула на військову та ядерну позицію Північної Кореї. Кім Сук Йон зауважує, що уряд Північної Кореї є «і сильним, і слабким», і піддається «зовнішньому і внутрішньому тиску», і його рішення щодо мілітаризації та ядерної зброї формуються через взаємовідносини з іншими країнами. Патрік МакІчерн, автор книги «Всередині червоної коробки: посттоталітарна політика Північної Кореї», також аналізує, що уряд Північної Кореї не визначив свою політику. Він вказує, що Північна Корея ніколи не змінювала своєї поведінки, щоб стати мирною під тиском інших країн, і ймовірно, цього ніколи не стане.
Щоб оцінити ефективність «Політики сонячного світла», можна розглянути кількість північнокорейських ракетних та ядерних випробувань за період її дії та порівняти з сучасною недружньою політикою, що проводиться за часів адміністрації Лі. За період «Політики сонячного світла» (2000—2008 роки), Північна Корея здійснила п'ять ядерних випробувань та вісім ракетних випробувань. До 2008 року, до початку цієї політики, було здійснено лише одне ядерне випробування та три випробування ракет. Однак, таке значне зростання може свідчити про здобуття Північною Кореєю технологічних можливостей для проведення масштабних ядерних та ракетних випробувань протягом 2008 року.

## Кінець політики сонячного світла: 2008–17
9 жовтня 2006 року, після ядерних та ракетних випробувань Північної Кореї, Південна Корея зупинила поставки допомоги та підвищила готовність своїх військ. Це викликало серйозні занепокоєння щодо того, як Південна Корея може продовжувати політику співпраці з Північчю в обличчі провокаційних дій.
Незважаючи на це, уряд Південної Кореї настоював на тому, що деякі аспекти політики сонячного світла, такі як туристичний регіон Кумгансан та промисловий регіон Кесон, все ще будуть продовжені.
Проте починаючи з березня 2008 року, новообраний президент Південної Кореї Лі Мен Бак і його консервативна Велика національна партія прийняли іншу позицію стосовно Північної Кореї. Уряд Південної Кореї заявив, що будь-яке розширення економічного співробітництва, зокрема в промисловому регіоні Кесон, буде розглядатися тільки після того, як Північна Корея вирішить міжнародні спірні питання, пов'язані з її ядерною зброєю.
В результаті відносини між Корейськими державами знову охололи, і Північна Корея провела військові дії, такі як серія випробувань ракет малої дальності корабель-корабель.
Після ядерного випробування Північною Кореєю у 2009 році, відносини між Сеулом і Пхеньяном знову стали напруженими. Згідно з Чонмін Кангом у журналі Bulletin of the Atomic Scientists, після застосування «політики сонячного світла» після 1998 року багато південнокорейських неурядових організацій і громадськість не були стурбовані загрозами з боку Північної Кореї, вважаючи, що Пхеньян ніколи не використає ядерну зброю проти них. Відповідь Південної Кореї на ядерне випробування, хоча згладжена нещодавнім проходженням її колишнього президента Ро Му Хена, включала підписання Ініціативи з безпеки розповсюдження, яка спрямована на запобігання постачанню ядерних матеріалів до Північної Кореї.
У листопаді 2010 року Міністерство об'єднання Південної Кореї офіційно заявило, що «Політика сонячного світла» не дала очікуваних результатів, що призвело до її закриття.

## Повернення до Політики сонячного світла: 2017—2020

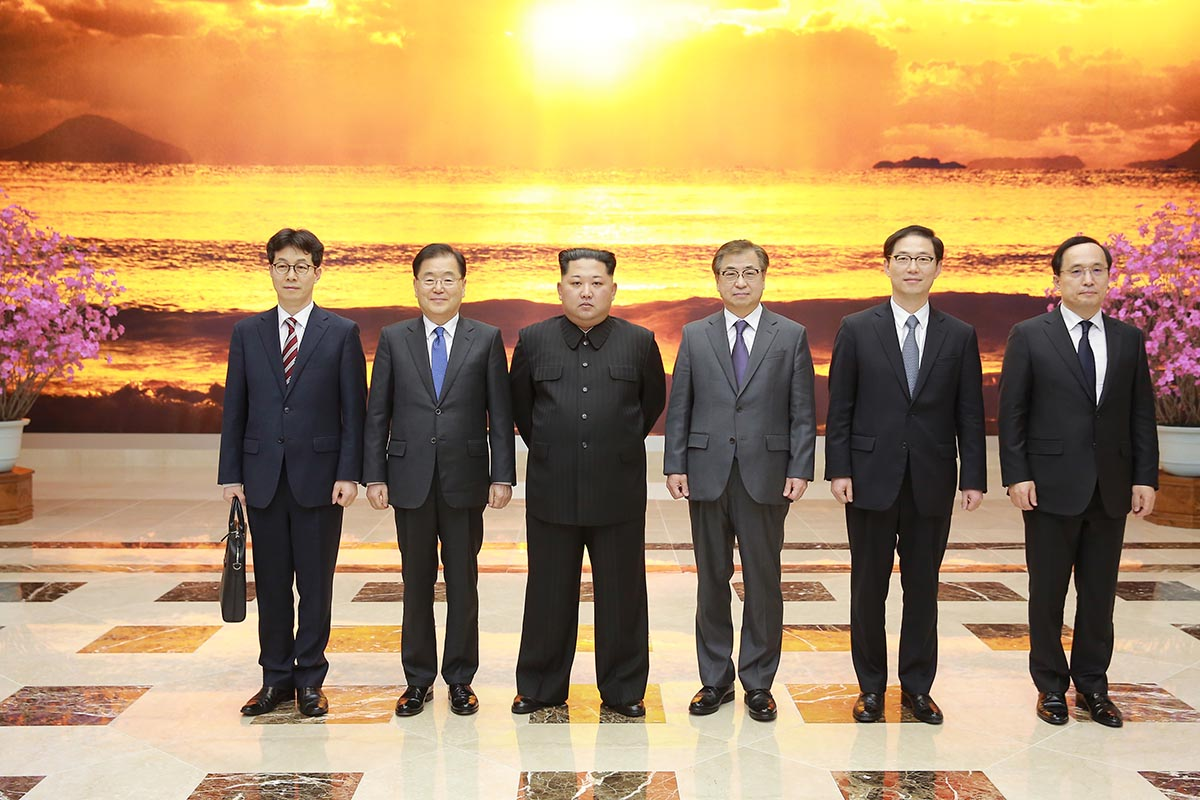
Зустріч Кім Чен Ина з представниками Південної Кореї в головному будинку Трудової партії Кореї, 6 березня 2018 р.

В 2017 році Мун Чже Ін був обраний президентом Південної Кореї з обіцянкою повернути країну до політики сонячного світла. Впродовж 2018 і 2019 років сталися значні прогрес у переговорах між Південною та Північною Кореєю, спрямованих на міжкорейський діалог, ядерну денуклеаризацію, демілітаризацію та, нарешті, остаточне об'єднання півострова.

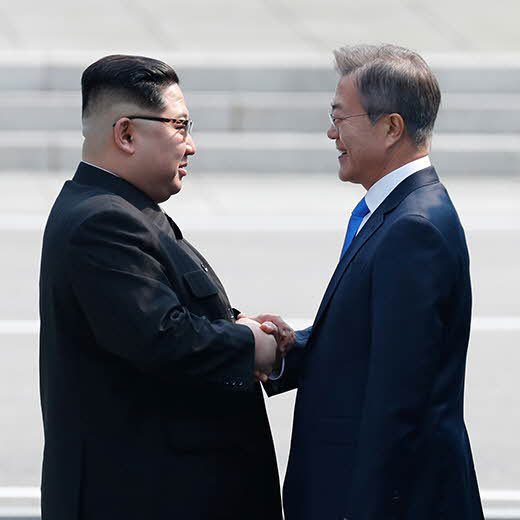
Кім і Мун вітаються на лінії розмежування.

27 квітня 2018 року відбувся перший із трьох самітів між президентом Муном і лідером Кімом на південнокорейській стороні Спільної зони безпеки всередині Дому миру. Під час завершення саміту обидві країни ухвалили зобов'язання працювати над повною денуклеаризацією Корейського півострова. Крім того, вони обіцяли офіційно оголосити про закінчення Корейської війни протягом року. Лідери обох країн підписали Пханмунджомську декларацію, у якій були визначені цілі міжкорейського діалогу та мирних переговорів. При цьому, обидві країни закликали до припинення тривалої військової діяльності в районі корейського кордону та сприяння можливому возз'єднанню півострова. Крім цього, лідери домовилися про спільні зусилля для з'єднання та модернізації своїх залізничних систем.
26 травня Мун і Кім зустрілися вдруге, цього разу на північнокорейській стороні спільної зони безпеки в Павільйоні об'єднання. Ця неоприлюднена зустріч була спрямована на обговорення майбутнього саміту Кіма з президентом Сполучених Штатів Дональдом Трампом. Результатом цього саміту стала угода про відновлення спільного офісу зв'язку в Кесоні, який Південь закрив у лютому 2016 року після ядерного випробування Північною Кореєю. З офісу зв'язку відновили роботу з вересня 2018 року до червня 2020 року і провели безліч міжкорейських переговорів, однак його діяльність була зупинена Північною Кореєю через зростання напруженості.
Між 18 і 21 вересня в Пхеньяні, Північна Корея, відбувся третій і останній саміт між Муном і Кімом, на якому делегації з обох країн зустрілися. На результативному саміті були досягнуті згоди в декількох сферах, зокрема щодо ліквідації протипіхотних мін і охоронних постів уздовж районів Об'єднаного району безпеки. Північна Корея згодилася демонтувати свій ядерний комплекс у присутності міжнародних експертів, за умови, що США також вживуть відповідних заходів, хоча цього не відбулося на даний момент. Окремим визначним моментом було те, що Мун став першим південнокорейським лідером, який виступив з публічною промовою в Північній Кореї.
У вересні 2018 року Південна Корея заявила про своє рішення відмовитися від щорічних військових навчань зі США та також припинити проведення своїх власних навчань у Жовтому морі. Цей крок був прийнятий з метою уникнення провокацій щодо Північної Кореї та продовження мирного діалогу. 1 липня 2018 року, Південна та Північна Кореї відновили радіозв'язок між своїми кораблями, щоб уникнути випадкових зіткнень між їх військовими суднами навколо Північної обмежувальної лінії (NLL) у Західному (Жовтому) морі. І на 17 липня 2018 року, Південна та Північна Кореї повністю відновили свою військову лінію зв'язку на західній частині півострова.
Один з ключових аспектів нормалізації відносин між Північною та Південною Кореєю був культурний обмін. Підготовка до зимових Олімпійських ігор 2018 року, які проходили у Південній Кореї, послужила сприятливим часом для співпраці між країнами. Лідер Північної Кореї Кім Чен Ин запропонував направити свою делегацію спортсменів та офіційних осіб на ігри. Під час церемонії відкриття, обидві Кореї проходили разом під об'єднаним прапором Кореї. Значною подією стало створення об'єднаної жіночої хокейної команди, учасниці якої брали участь у змаганнях.
Також, Північна Корея направила значну політичну делегацію на високому рівні, яка включала Кім Йо Чжон, сестру Кім Чен Ина, та президента Кім Ен Нама, а також відомих музичних виконавців, таких як Samjiyon Orchestra. Прибуття Кім Йо Чжона стало першим візитом члена правлячої династії Кімів на територію Південної Кореї з часів Корейської війни.
Протягом травня 2018 року, Північна Корея змінила свій часовий пояс, щоб узгодити його з Південною Кореєю. Також, Південна Корея почала прибирати пропагандистські гучномовці з прикордонної зони, виконуючи Декларацію Пханмунджома.
Окрім цього, у квітні 2018 року південнокорейські K-pop зірки виступили на концерті у Пхеньяні з назвою «Весна наближається», на якому були присутні Кім Чен Ин і його дружина. Ці культурні обміни сприяли зближенню країн та покращенню взаєморозуміння.
Іноді повернення Муна до Політики сонячного світла і його спроби відновити взаємодію з Північною Кореєю та співпрацю з Вашингтоном отримали прозвіще «Політика місячного сяйва» в знак визнання. Хоча Мун отримав похвали за свої зусилля у досягненні миру на півострові, зростання військової ворожнечі зі сторони Південної Кореї та Сполучених Штатів з 2019 року погіршило міжкорейські відносини. Денуклеаризація Північної Кореї також зазнала лише обмеженого прогресу з 2019 року, в той час як проведення збройних випробувань зросло.
Однак, до настання 2020 року переговори між двома країнами практично повністю застопорилися, і не було жодного прогресу щодо денуклеаризації. Як Трамп, так і Кім Чен Ин зосередилися на вирішенні внутрішніх питань. У той рік міністерство закордонних справ Північної Кореї додатково розкритикувало адміністрацію Трампа за «порожні обіцянки» і пішло на радикальний крок, зруйнувавши чотириповерхову будівлю спільного офісу зв'язку, якою користувалися з Південною Кореєю, 17 червня.

## Групи підтримки

### Політичні партії
- Демократична партія Кореї
- " Фракція участі " (참여계) Партії справедливості
- Вечірка Minsaeng[59]
- Партія народної демократії
- Прогресивна партія

### Інший
- Хюндай Асан
- Корейська конфедерація профспілок
  - Профспілка вчителів і працівників освіти Кореї
- Мінбюн

## Подальше читання
- Канг, Девід С, «Вони думають, що вони нормальні: тривалі питання та нові дослідження Північної Кореї», Міжнародна безпека, том. 36, № 3, зима 2011/12, стор. 142–171.
- Обердорфер, Дон. Дві Кореї: Новітня історія. Addison-Wesley, 1997, 472 сторінки,ISBN 0-201-40927-5
- Левін, Норман Д. «Форма майбутнього Кореї: ставлення Південної Кореї до об'єднання та довгострокові проблеми безпеки». РАНД, 1999 р., 48 с.ISBN 0-8330-2759-X